# Spéranza Calo-Séailles
Pour les articles homonymes, voir Séailles (homonymie).
Répertoire
Musique classique, bel canto
Spéranza Calo-Séailles, pseudonyme d’Elpís Kalogeropoúlou (grec moderne : Ελπίς Καλογεροπούλου), née le 17 mai 1885 à Constantinople et morte à Paris 6e le 18 février 1949, est une cantatrice et artiste peintre grecque, qui invente avec son époux une variété de ciment : le Lap.

## Biographie
Fille aînée de Kalogeropoúlou, peintre portraitiste et décorateur d'églises bien connu en Grèce, et qui lui apprend la peinture, elle passe son enfance à Constantinople où elle devra s'occuper de ses frères et sœurs au cours de la guerre gréco-turque de 1897, son père ayant été blessé à Larissa et évacué à Alexandrie où sa famille le rejoint.
Les dons de Spéranza seront découverts au début du XXe siècle par l'épouse d'Emmanuel Benakis, le futur maire d'Athènes. Virginia Benaki encourage sa jeune protégée à partir étudier en Europe.
C'est à Milan, en Italie qu'elle apprend le bel canto auprès de Vittorio Vanzo (1862-1945), le chef d'orchestre de la Scala de Milan. Elle est engagée à Paris en 1908 et commence une carrière à travers l'Europe. Son répertoire comprend des chansons populaires grecques, mais également des compositions françaises contemporaines. En février 1911, le roi de Grèce Georges Ier de Grèce (1863-1913) lui propose de venir enseigner au Conservatoire d'Athènes, offre qu'elle décline.
En 1913, elle épouse Jean Charles Séailles (1883-1967), ingénieur, administrateur de plusieurs sociétés industrielles, fils d'un professeur de philosophie de renom à la Sorbonne, Gabriel Séailles (1852-1923), et d'une artiste peintre, Octavie Charles Paul Séailles (1855-1944). Un des témoins de Spéranza est Camille Chevillard (1859-1923), qui l'embaucha trois ans  auparavant comme soliste des Concerts Lamoureux, les autres étant le compositeur philhellène Maurice Emmanuel (1862-1938), ainsi que le peintre Alfred Agache (1843-1915). Le couple habite à Paris au no 1 de la rue de Médicis.
Son répertoire musical va des chants populaires à la musique classique grecs, du bel canto italien aux chants religieux byzantins et ceux de Beethoven, Bach, Haendel, Mozart, Litz, Brahms, Chopin et Schubert. Elle interprétait des chants norvégiens, tchèques, russes, espagnols et italiens ou encore allemands. Elle chanta également les transcriptions des chansons populaires persanes de l'américain Blair Fairchild (1877-1933), sans oublier les chants des compositeurs français : Berlioz, Bizet, Alexis de Castillon, Gounod, Lalo et Guillaume Lekeu (un familier des Séailles à la villa « Les Alouettes » à Barbizon).
Elle donne de nombreux récitals à Londres et se produisit quatre fois en Orient. Elle prononce aussi de nombreuses conférences.
Elle héberge de nombreux compatriotes musiciens venus faire leurs études à Paris. Elle fut décorée de l'Ordre national du Phénix pour avoir consacré beaucoup d'efforts pendant de nombreuses années à faire connaître la musique grecque en France. Elle ouvre très tôt un cours de chant et donne des leçons de respiration. Elle dispensera son savoir en différents lieux parisiens : au 280 boulevard Raspail, 54 rue Bonaparte (concerts en 1932-1934), 17 rue de Bellechasse (concerts de 1935), et 8 rue Garancière (concerts des années 1937 à 1939). 
Pendant la Première Guerre mondiale, elle est infirmière à Carcassonne, puis se consacre à une œuvre de charité à Paris, « L'Aide affectueuse aux musiciens », pour les familles de musiciens victimes de la guerre d'octobre 1915 à avril 1919, fondée par les pianistes Thérèse Chaigneau-Rummel, la fille du peintre Jean-Ferdinand Chaigneau (1830-1906), et son époux Walter Morse Rummel (1887-1953).
Le 12 juin 1915, elle donne naissance à Paris à son premier enfant, Jean, puis deux ans plus tard en 1917, à une fille, Simone. En mai 1918, elle emménage avec son époux et ses enfants à Antony Le 14 avril 1919, elle met au monde son second fils et troisième enfant, Pierre. Sa fille Violette naît en 1926.
En 1929, ils investissent imprudemment des fonds dans l'Affaire des rhums, et le demi-frère de Jean Charles Séailles, Charles Paix-Séailles, étant complètement ruiné, se suicide en avril 1921. Elle et son mari convertiront la propriété d'Antony en pension de famille et seront bientôt renfloués par l'invention du « Lap » qu'elle et son mari feront breveter en 1923. Cette invention donne au ciment le brillant du marbre. Spérenza Calo-Séailles va reproduire sur cette matière des œuvres de grands peintres et ce produit va connaître un certain succès auprès des décorateurs et des architectes, mettant le couple à l'abri du besoin. Isadora Duncan improvisa un spectacle avec sa troupe lors d'une des expositions consacrées au Lap que les Séailles organisèrent dans les jardins de leur propriété d'Antony.
Henriette Crespel (1874-1958), liée d'amitié avec les Séailles, participe aux expositions de 1928 et 1930. Les Séailles possèdent également une autre adresse parisienne au no 86 rue d'Assas dans les années 1930, c'est là qu'elle organise les concerts de ses élèves de 1935 à 1947.
Lors de la Seconde Guerre mondiale, c'est sans l'informer que tous ses enfants entrent dans la Résistance, à l'exception  de Violette, de santé fragile. Sa fille Simone, qui prit le nom de guerre de « Violette », périra en déportation en 1945. Spéranza Calo-Séailles en fut très affectée et mourra quatre ans après.
Elle repose dans le caveau de famille dans l'ancien cimetière d'Antony aux côtés de ses deux filles et de son mari.
Son époux a écrit à son sujet : « Elle fut généreuse - noble - et belle - elle a beaucoup donné - elle a beaucoup souffert - Aimez ce que jamais - on ne verra deux fois »

## Carrière de cantatrice

### Récitals
- Les 4 novembre et 4 décembre 1909, revue Le Monde Musical chants populaires grecs A cappella
- Le 6 février 1910, aux Concerts Lamoureux Iphigénie en Tauride de Gluck, Le Sosie de Schubert à la salle Gaveau[5]
- Le 10 décembre 1910, Concerts Boquel, salle gothique de l'hôtel de ville de Douai : L'Amour et la vie d'une femme de Robert Schumann et Quatre chants polonais de Frédéric Chopin. Concerts accompagnés par le pianiste Alfred Cortot
- Janvier-février 1912 en Orient (Grèce, concert privé au Palais Royal de Tatoï)
- Mars 1912, concerts en province avec le pianiste Alfred Cortot
- 1913, création de 30 chansons bourguignonnes, opus 15 pour voix soliste ou chœur et piano sous la direction de l'auteur Maurice Emmanuel
- Le 1er mars 1913, concert de la Société nationale de musique, salle Pleyel, création de Jasmin et minarets, chansons orientales de Emile Riadis (1888-1935)
- Le 27 mai 1913, Concerts Paul Boquel, salle Pleyel à Paris
- De novembre 1913 à janvier 1914, Orient (décembre en Grèce, récital privé au Palais Royal de Tatoï)
- Janvier 1914, récital en Roumanie
- 1917, Les Chants de la jungle de Jean d'Udine (nl)
- Mai et juin 1919, concert dans la propriété d'Antony en présence du premier ministre grec Eleftherios Venizelos
- Décembre 1919, concerts avec Marius-François Gaillard
- De février à mars 1920 en Orient. Février en Grèce, concert privé au Palais Royal de Tatoï. Mars, concerts à Constantinople
- Le 5 juin 1920, concert dans les ateliers de Paul Albert Laurens (1870-1934), artiste peintre avec le concours d'Yvonne Astruc, violoniste, et Marguerite Debrie, pianiste.
- Le 28 février 1923, récital de bienfaisance à la Salle du Conservatoire, ainsi qu'à Monte-Carlo. Bruxelles, récital au bénéfice des réfugiés d'Asie Mineure.
- De décembre 1923 à janvier 1924 en Orient
- Le 5 mars 1924, concert de la Société de musique indépendante : création de trois mélodies de Georges  Poniridy (1892-1982)
- Le 15 mars 1924, Concerts Colonne, première audition orchestration. 1924, mélodie de Malonis Kalomiris, sur des vers de Kostis Palamas Conte de Zoï la vieille du cycle de mélodies Iambes et anapestes
- Le 18 février 1925, concert salle Gaveau[6]
- De 1932 à 1934, concerts au studio du 54 rue Bonaparte
- 1935, concerts au studio du 17 rue de Bellechasse
- De 1937 à 1939, concerts au studio du 8 rue Garancière

## Discographie
- 22 avril 1913, Une Smyrniote à la fenêtre, Légende de pâtres, Chant d'amour, Chant d'amour gai, Chant de berger (chansons populaires grecques)[7].
- 27 janvier 1939, mélodies populaires grecques mélodie pour voix et piano[réf. nécessaire]

## Œuvres décoratives
Spéranza Calo-Séailles réalisa en Lap des panneaux décoratifs à partir des cartons que lui confièrent des artistes,.
- Orphée (1928), d'après un carton de Marcel Amiguet (1891-1958). Amiguet rencontre Speranza dans les années 1920 et participe à l'expo de Lap en 1928 à Antony
- Déesse (dès 1924) et Amphitrite (1928), d'après des cartons de Raoul Dufy. La Fée Électricité (vers 1936) d'après un carton du même artiste, commande pour le Pavillon de l'Électricité à l'exposition universelle de 1937, cette œuvre est conservée au musée d'art moderne de la ville de Paris
- Cycle de Mon docteur le Vin (1936) avec Le vin pour les convalescents, Le vin contre l'obésité, La route du vin, d'après des cartons de Raoul Dufy[10]
- Léonard Foujita (1886-1968) rencontre Speranza Calo vers 1914 et travaille le Lap dès 1924[10] :
  - Enfant levant les bras, vers 1924
  - Nu couché, 1925, panneau en collaboration avec Speranza Calo sur feuille d'or froissées. Participe aux expositions de 1928 et 1930.
  - Lapin blanc entouré de deux chats, vers 1927, d'après un carton de l'artiste
  - Le Rat du désert, 1927, panneau décoratif en Lap d'après un carton de Foujita[11]
  - Renard beige sur fond vert, 1929[12]
  - Chien courant sur fond bleu, vers 1929, d'après un carton de l'artiste
  - Chat tourné vers la droite, la patte levée, d'après un carton de l'artiste
- Jeune femme se coiffant d'après un carton de Georges Gounaro (1890-1977), intéressé par le Lap, qui participe aux expositions de 1928-1929-1930
- La panthère luttant avec un boa et Le monastère de Simonos Petra (1927), d'après des cartons de Paul Jouve (1878-1973)[13]. Jouve travaille avec Speranza dès 1925 sur un panneau de faïencerite : La panthère luttant et son petit, et participe à l'exposition d'Antony de 1928
- Les Biches (1928), d'après André Édouard Marty (1882-1974) présenté à l'exposition de 1928 à Antony
- Le Cervin (1927) d'après José Mingret (1880-1969), Lap en feuilles d'argent. Mingret se lie d'amitié avec Speranza en 1908. Il expose à Antony en 1928 et 1929
- Nu de femme debout (1925), d'après Carlos Schwabe, peintre qui a illustré un ouvrage préfacé par son ami Gabriel Séailles en 1908, beau-père de Speranza Calo
- Décoration pour le restaurant du Pavillon de l'Afrique occidentale française à l'Exposition coloniale de 1931, et Queues de renard, d'après Andrée Séailles (1891-1980), fille de Gabriel Séailles et d'Octavie Charles Paul Séailles, elle fut l'élève de sa mère et de Paul Baudoüin[14],
- Frise de la gare de Saint-Amand-les-Eaux, d'après Yvonne Sjoestedt
- L'architecte Urbain Cassan donne des cartons aux Séailles dès 1927
- Étude de paysage (vers 1927), d'après un carton de John Tandy (1905-1982). Architecte, Tandy devient peintre, fait de la gravure sur bois, du design et l'art du textile. Après sa rencontre avec Speranza, il expose à Antony en 1928, 1929, 1930, puis s'installe comme décorateur à Londres.
- Le Chemin de croix, d'après Xavier de Langlais[15]
- Anonyme, panneau en Lap pour le paquebot Titanic[16]

### Salons
- Salon d'automne de 1924, présentation du revêtement intérieur pour la piscine d'une villa sur la Côte d'Azur. Présentation de revêtements par le décorateur Francis Jourdain et l'architecte Alfred Levard
- Salon d'Automne et Salon des indépendants de 1927
- Salon des artistes décorateurs de 1931

### Expositions
- 1924, Exposition à Antony
- 1925, Exposition internationale des Arts décoratifs et industriels modernes : présentation du Lap dans sept pavillons différents[17]
- 1926, Pavillon Primavéra
- 1928, exposition de Lap dans les jardins de la propriété Séailles à Antony, inaugurée par Paul Léon, directeur des beaux-arts
- 1929, exposition de Lap dans les jardins de la propriété Séailles à Antony
- 1930, exposition de Lap dans les jardins de la propriété Séailles à Antony du 22 juin au 6 juillet,
- 1934 à 1937, Exposition de l'habitation organisée par le Salon des arts ménagers
- 1946, exposition à Antony dans les jardins de la propriété Séailles à Antony
- 1954, Galerie Coqliban à Paris
- 2014, « Lap, le ciment-roi de l'art déco », à la Maison des Arts d'Antony, du 17 septembre au 2 novembre, Parc Bourdeau, 20 rue Velpeau

## Publications
- Figures de résistants, Simone et ses compagnons. Simone Séailles « Violette » dans la Résistance, déportée morte pour la France, avec une lettre préface de Charles de Gaulle et une introduction de Vercors, Éditions de Minuit, 1947

## Récompenses
- 1925, médaille d'or et diplôme d'honneur à l'Exposition internationale des Arts décoratifs et industriels modernes
- 1928, médaille d'or de la Société d'encouragement de l'industrie nationale
- Janvier 1914, médaille Benemerenti de première classe, remise par la reine de Roumanie Élisabeth de Wied

## Décorations
- 1934, croix de chevalier  de l'Ordre national du Phénix
- Octobre 1945, primée par l'Académie d'Athènes

## Hommages
- Citation à l'assemblée générale du Comité des Concerts Colonne de 1918 : « Les artistes des Concerts Colonne réunis en Assemblée Générale le samedi 20 avril 1918, décident à l'unanimité d'adresser leurs plus sincères remerciements à Mesdames Spéranza Calo Séailles  et Chaigneau-Rummel pour l'Aide Affectueuse apportée si généreusement à quelques artistes des Concerts Colonne, à leurs familles, et à leurs enfants, décident entre autres, d'inscrire au procès-verbal de leur séance les noms de ces dames bienfaitrices, afin que dans nos archives  soit désormais conservé le souvenir de leur dévouement et de notre profonde reconnaissance »[18].

## Sources
Article rédigé à partir des ouvrages et articles cités dans la bibliographie.